# مقاطعة بوت (داكوتا الجنوبية)
بوت (بالإنجليزية: Butte)‏ هي إحدى مقاطعات ولاية داكوتا الجنوبية في الولايات المتحدة الأمريكية.